# Societat Espanyola d'Electricitat
La Societat Espanyola d'Electricitat fou una companyia dedicada a la producció i distribució d'energia elèctrica al públic fundada el 1881 a Barcelona. L'empresa va personificar el naixement de la indústria elèctrica de distribució a gran escala, passant de les instal·lacions isolades i dedicades a l'autoconsum a les centrals elèctriques destinades a produir electricitat per a una xarxa de distribució estesa pels carrers de les poblacions, fent accessible l'ús de l'electricitat
a particulars i empreses que, per la seva dimensió, no podien pensar en un sistema de generació propi i privatiu.
Va construir les primeres centrals elèctriques a Barcelona, però la poca maduresa del mercat va provocar que entrés en fallida el 1894 i fos adquirida per la Companyia Barcelonina d'Electricitat. El promotor principal fou Tomàs Josep Dalmau i Garcia, que juntament amb l'enginyer Narcís Xifra i Masmitjà prèviament ja havia fet algunes instal·lacions elèctriques, tant d'enllumenat públic com en cases particulars i en fàbriques.

## Antecedents

### Limitacions tecnològiques
L'electricitat era una tecnologia encara poc madura que presentava encara alguns inconvenients. L'estat de la tecnologia en l'àmbit elèctric a finals del segle xix només permetia a les centrals elèctriques produir corrent continu, el qual tenia dues grans limitacions; en primer lloc havien d'instal·lar-se prop dels consumidors per les grans ineficiències en el transport que tenia aquesta tecnologia, provocant l'edificació de les centrals dintre de la trama urbana de les ciutats. I en segon lloc en corrent continu no existien transformadors, de forma que si feien falta dos voltatges diferents en una fàbrica, un per il·luminació i un altre per a motors, s'havia tant de generar com de transmetre per medis físics separats, amb el lògic encariment del sistema.
Addicionalment, la llum obtinguda per mitjà d'arcs voltaics era excessivament viva i alterava els colors de manera antiestètica, especialment en els espais interiors; així mateix, els carbons incandescents utilitzats podien desprendre's dels seus suports i produir un incendi. Aquests problemes no es resoldrien fins que no es van inventar les bombetes de vidre hermètic a les que s'havia introduït un filament incandescent en atmosfera inert.
La llum de gas, mes càlida al principi, tenia avantatges respecte a l'arc voltaic i a les primeres llums elèctrics d'incandescència. Els arcs voltaics eren més apropiats per a l'enllumenat públic, per fars marítims i per a la il·luminació de la feina de construcció nocturna, on superaven a la llum de gas. Els llums d'incandescència eren mes aptes per a l'interior i per a espais reduïts. Utilitzades en la indústria, donaven també la possibilitat que el treballador tingués la seva pròpia llum per il·luminar tasques específiques, especialment per a treballs on la visió era important, com ara impremtes, fàbriques tèxtils, o tallers de confecció.

### Uns emprenedors locals

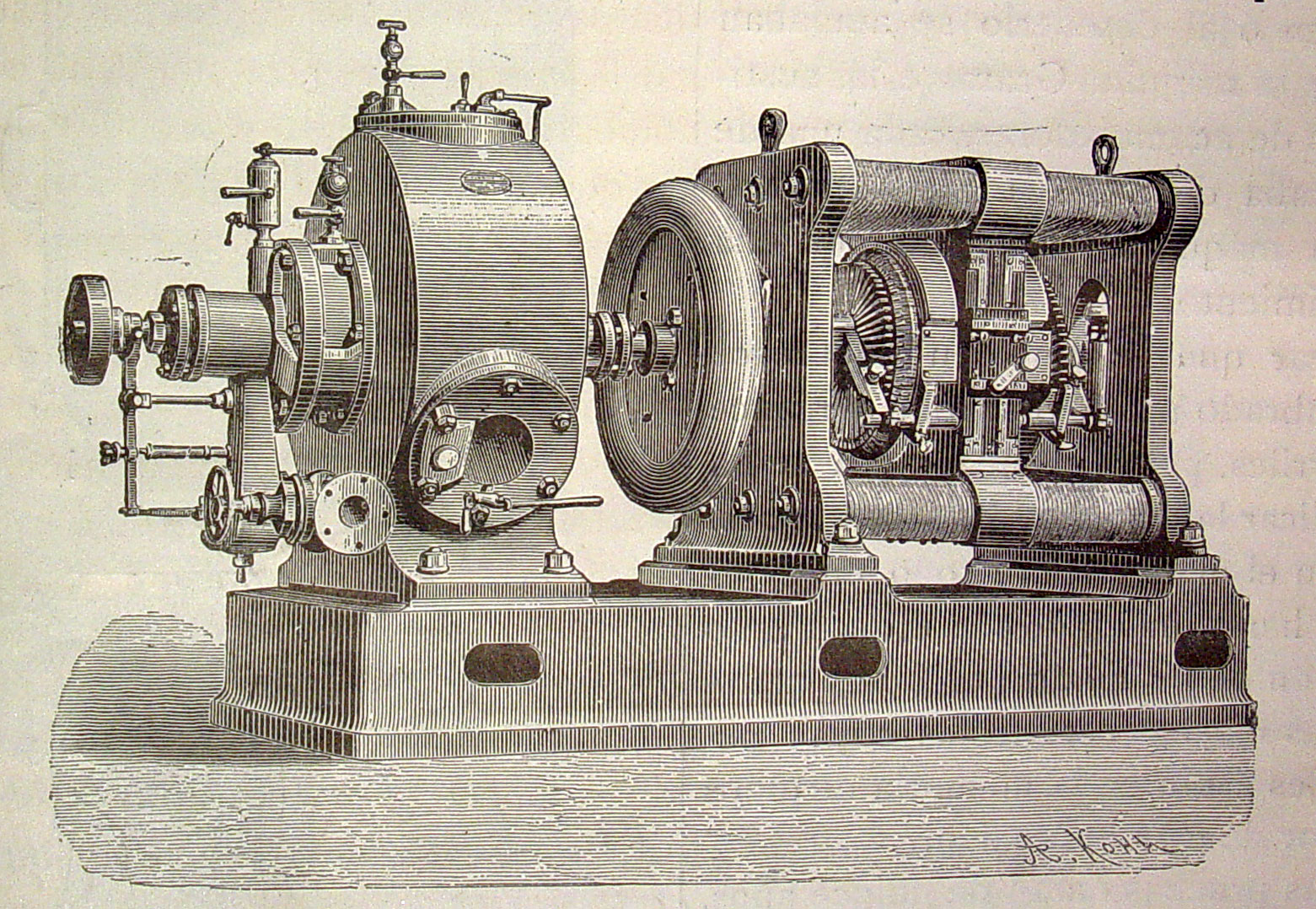
Un motor a vapor fa girar una màquina de Gramme (dreta)

Francesc Dalmau i Faura va instal·lar el 1842 a Barcelona un taller i un magatzem d'instruments d'òptica i de medició. També construïa telègrafs elèctrics, parallamps i, fins i tot, màquines de vapor d'alta, mitjana i baixa pressió.
Al voltant del 1850 Francesc Dalmau incorporà a l'empresa el seu fill, Tomàs Dalmau, i amb ell s'accelera l'activitat industrial. El 1874 s'incorporà a la societat l'enginyer Narcís Xifra i Masmitjà com a tècnic. El 1875 l'Escola d'Enginyers Industrials de Barcelona va adquirir una màquina de Gramme, una dinamo inventada per Zénobe-Théophile Gramme i que era el primer generador elèctric apte per a l'ús industrial. La compra fou instrumentada mitjançant concurs de la casa Dalmau i Fill. Seguidament van fer diverses instal·lacions elèctriques; a algun vaixell de guerra, i d'enllumenat a la fàbrica de xocolata Juncosa de Gràcia i a la dels germans Batlló a Les Corts a partir dels respectius sistemes generals de producció de força motriu.
La primera realització amb caràcter definitiu correspon a la instal·lació d'il·luminació amb un arc voltaic al taller de fosa de La Maquinista Terrestre i Marítima el 1875. Els assajos van ser tan positius que al maig de l'any 1876 Dalmau es decidí a adquirir la patent Gramme per cinc anys i inicià la fabricació de dinamos. Per poder fer créixer amb tot el seu potencial el negoci de les instal·lacions elèctriques, els clients no es podien limitar a les empreses que tinguessin producció de força motiu per accionar les dinamos; la millor manera d'augmentar el número de clients era proporcionar fluid elèctric. Calia transformar l'empresa de forma que sense abandonar la instal·lació d'equips elèctrics, també es promogués la seva demanda mitjançant l'oferta de subministrament d'energia elèctrica.
Cal mencionar que les iniciatives innovadores no estaven limitades al camp de l'electricitat: el 1877 Narcís Xifre va assajar amb èxit, per primera vegada a Catalunya, una comunicació telefònica a llarga distància, entre Barcelona i Girona.
Francesc Dalmau va morir el 1886 als setanta quatre anys.

## Constitució de la societat
L'empresa es constituí el 30 d'abril de 1881, amb el doble objectiu de fabricar maquinària i equipament elèctric així com produir i distribuir electricitat als seus clients. L'empresa tenia un capital social de 3.000.000 de pessetes (equivalents a uns 13.850.000 euros el 2020), dividides en 6.000 accions d'un valor nominal de 500 pessetes. Inicialment només es desemborsà el 30% del capital escripturat.
El soci majoritari era Tomàs Dalmau amb un 33% de les accions, el qual havia aportat els tallers per a la fabricació d'equipament elèctric de la seva empresa, Francesc Dalmau i Fills. La resta del capital estava repartit entre diversos socis particulars, entre els que destacaven els industrials Llorenç Baladia, Miquel Buxeda, Josep Gassó i Joan Bertrand, Bru Cuadros i l’advocat Josep Pujol, president de l'entitat Foment de la Producció Nacional; Narcís Xifra i Masmitjà, director tècnic de Francesc Dalmau i Fills, havia subscrit 20 accions.
D'acord amb la premsa tècnica de l'època, Barcelona va ser la vuitena ciutat del món i la sisena europea amb distribució pública d'electricitat, després de Berlín, Sant Petersburg, Londres, Brussel·les i Amsterdam a Europa, i Chicago i Nova York a Amèrica.

## Expansió
La primera acció de la companyia fou sol·licitar autorització a l'Ajuntament de Barcelona per fer les conduccions elèctriques necessàries per abastir als potencials clients Seguidament en el local d'una antiga fàbrica de filats a Barcelona es va instal·lar la central elèctrica, amb una capacitat inicial de 64 CV. Disposava d'una sala de calderes amb dues màquines de vapor, una d'elles construïda per La Maquinista Terrestre i Marítima i una altra sala on s'allotjaven les dinamos que transformaven la força produïda per les màquines de vapor en corrent continu. El local també disposava d'un taller on es fabricaven les dinamos, així com una àmplia gama de material elèctric, sistemes de telefonia i telegrafia. En poc temps l'empresa ja tenia 200 empleats.
En el mes de maig de 1881 es va dur a terme una prova d'enllumenat, al moll de Sant Ramon del port de Barcelona. Van alimentar cinc llums d'arc amb una sola dinamo ubicada al tallers de la Societat Espanyola d'Electricitat. Aquesta dinamo, anomenada L5, estava fabricada per la societat a Barcelona i constituïa una important innovació. Fins feia poca una de les limitacions de la tecnologia elèctrica arreu era la impossibilitat de que una màquina alimentés més d'una llum, problema anomenat la divisió de la llum elèctrica, i diverses iniciatives a Europa i Amèrica van trobar solucions a aquest repte, tal com ho feu la Societat Espanyola d'Electricitat. Era un primer pas per reduir el cost de l'enllumenat.

### Ampliació de capital
El 1881 era un període de creixement econòmic i d'una gran especulació borsària, conegut com a febre d'or, i juntament amb les expectatives econòmiques que despertà l'ús de l'energia elèctrica van promoure la fundació de dues empreses competidores - la Sociedad Telefonia, Fuerza y Luz Eléctrica. Compañia General de Electricidad amb un capital de 5 milions de pessetes i la Sociedad General de Alumbrado de España y Portugal, amb 7 milions -. La Societat Espanyola d'Electricitat, per no quedar relegada i perdre oportunitats de negoci va augmentar el capital fins als 20 milions de pessetes (al voltant de 92.300.000 euros del 2020). Només es desemborsà el 20% del capital corresponent a les noves accions. El fet que tant en la constitució de la societat com en la primera ampliació només s'hagués desemborsat una part minoritària del capital deixava a la societat en una posició financera exposada.

### Primeres instal·lacions
El fet que l'Ajuntament de Barcelona tingués importants deutes vençuts i pendents de pagar amb Gas Municipal, la companyia concessionària de l'enllumenat públic, pot explicar en part la manca de resposta de l'Ajuntament a les peticions de construcció de les conduccions elèctriques fetes per la Societat Espanyola d'Electricitat, la qual cosa va provocar que durant els anys 1882 i 1883 la societat es dediqués exclusivament a la fabricació de material i a efectuar muntatges de noves instal·lacions d'enllumenat o ampliacions, aprofitant les instal·lacions de vapor que tenien les fàbriques, adaptant-hi un generador elèctric de corrent continu i amb connexió al circuit de làmpades d'incandescència o d'arc voltaic.
El 1882 va sol·licitar la instal·lació de prova d'enllumenat públic a una sèrie de carrers de Barcelona, així com també a algunes dependències municipals. El 28 de setembre de 1882 es va posar en marxa la primera part, concretament al passeig de Colom, per continuar poc després per la la Rambla i la plaça de Catalunya. Si bé alguns establiments comercials van contractar el nou servei, la resposta del mercat de les llars va ser molt reduïda.

### Inversió en altres societats
També el 1882 es va aportar capital per a diverses societats per produir i distribuir electricitat: Matritense de Electricidad amb una capacitat de 700 CV, Valenciana de Electricidad i altres ciutats espanyoles i catalanes. L'objectiu de la Societat Espanyola d'Electricitat era subministra-lis equipament elèctric. Però els resultats de totes aquestes iniciatives foren negatius; per exemple, la Matritense va assolir un màxim de 29 clients. El valor de les societats participades era nul.
El 1883 es construí una nova central a la rambla de Canaletes en la que l'electricitat es produïa amb un motor de gas de 70 CV de potència que movia una màquina de Gramme de 200 voltamperes.
Un dels motius de la baixa adopció de l'electricitat per part de les famílies era el preu, poc competitiu respecte al gas. Per fer baixar el preu, es construí una nova instal·lació per ampliar la producció d'energia elèctrica amb una potència inicial de 2.000 CV. La nova central disposava de dos generadors de vapor i estava ubicada al paratge anomenat les Hortes de Sant Bertran, al costat de l'avinguda del Paral·lel. En poc temps aquesta central elèctrica es convertiria en la principal instal·lació de la companyia. 

## Esforços comercials
Atès el poc èxit de la companyia en el mercat de consumidors particulars, per que l'empresa fos rendible era necessari subministrar energia a grans consumidors. En aquest objectiu l'empresa va dur a terme accions comercials en diversos fronts, encara que amb pocs resultats.

### L'enllumenat públic
Ja des de ben aviat, el 22 d'abril de 1882, Tomàs Dalmau i Narcís Xifra van presentar una instància a l'ajuntament de Barcelona sol·licitant permís per il·luminar alguns carrers de la ciutat. Però es trobaren amb una situació que tenia unes causes difícil de resoldre.
En la primera època d'instal·lació de l'electricitat a Barcelona, actuaven dues empreses gasistes les xarxes es trobaven bé assentades: la Societat Catalana per a l'Enllumenat per Gas, de capital íntegrament de país, i la francesa Compagnie Centrale d'Éclairage et de Chauffage par le Gaz Lebon et Cie, coneguda com a Gas Lebon. Aquesta última empresa controlava l'adjudicatària del servei, Gas Municipal, que tenia la concessió des de 1864.
Mentre no vencés la concessió municipal d'enllumenat públic de Barcelona que tenien les companyies de gas, la Societat Espanyola d'Electricitat només podia estendre la seva xarxa per a l'enllumenat públic de manera precària i sotmesa als permisos temporals que li atorgava l'Ajuntament. En canvi, la relació entre els consumidors particulars i l'empresa elèctrica podia desenvolupar-se lliurement.
Des de gairebé els inicis de la concessió d'enllumenat públic l'ajuntament de Barcelona arrossegava deutes de consideració amb Gas Municipal. La fi de la concessió va arribar el 1884, un cop l'electricitat ja havia entrat a la ciutat. En aquest moment l'Ajuntament hagués hagut de liquidar els deutes pendents amb Gas Municipal en concepte de les despeses originades per la construcció de la fàbrica de gas i la corresponent xarxa d'enllumenat públic, que havia finançat aquesta empresa, a més d'una part substancial del consum de gas, que també estava pendent de regularitzar. L'Ajuntament, però, no disposava dels diners suficients.
Les concessions de l'enllumenat públic tenien una clàusula anomenada del Progrés de la Ciència. Aquesta permetia als ajuntaments retirar els permisos de canalització si durant el temps de la concessió es produïen avenços tècnics significatius que milloressin les prestacions del gas, fos per preu o per qualitat, en el cas que les empreses gasistes no introduïssin les millores necessàries. En cas contrari podien perdre els seus drets de canalització. D'una banda, la Clàusula del Progrés de la Ciència obligava a la Gas Lebon -que gestionava Gas Municipal- a subministrar gas de qualitat per a l'enllumenat públic. Però de l'altra, l'Ajuntament estava en deute amb la Gas Lebon.
El 1885 l'ajuntament de Barcelona va organitzar - a instàncies de la Societat Espanyola d'Electricitat, un concurs entre aquesta companyia i Gas Municipal amb l'objectiu de comparar els dos sistemes d'enllumenat -electricitat i gas -. Si bé els resultats foren favorables a l'electricitat. L'ajuntament, al no poder liquidar seus deutes amb Gas Municipal, va optar per prorrogar fins a 1924 la concessió per l'enllumenat públic a l'empresa gasista i autoritzar-lo a subministrar gas als usuaris particulars, amb el que li rescabalava dels perjudicis derivats de l'incompliment dels seus compromisos. La Societat Espanyola de Electricitat va trobar que el camí per proveir el servei d'enllumenat públic estava tancat.
La manca d'un gran client que permetés amortitzar les inversions fetes i assolir economies d'escala va ser una de les debilitats de la companyia.

### Els tramvies
L'11 de febrer de 1890 Tomàs Dalmau presentà un projecte per electrificar el ferrocarril de Sarrià en un acte amb assistència del governador civil i dels alcaldes de Barcelona, Gràcia, Sant Gervasi i Sarrià, però l'empresa explotadora ni va enviar cap representant a la reunió ni tampoc va fer cap altra mostra d'interès. Si bé aquesta actitud de les concessionàries de les línies de tramvia es podria explicar per consideracions de prudència envers un sistema de tracció encara no prou ben desenvolupat, sembla més probable que el que realment les retreia de l'electrificació era el cost de la inversió requerida, superior al de cap altre dels sistemes de tracció de tramvies llavors existents.

### Transmissió de força
L'electricitat permetia no sols la il·luminació, sinó també la transmissió de força. A mitjans de 1883 es va provar de vendre projectes de transmissió d'electricitat a distància, la qual cosa permetia vendre generadors i motors de petites dimensions. En aquest sentit es va fer la prova de transmetre corrent elèctric des de la fàbrica de Parellada, Flaqué i Cia (el Vapor Vell) ubicada a Sants fins a una finca propietat d'Eusebi Güell i Bacigalupi per alimentar un motor de 8 CV que possibilitava el reg de la finca. La prova es dugué a terme l'agost de 1883 i, per assegurar-ne el resultat, es va contractar l'enginyer francès Marcel Deprez, que havia intervingut en la primera transmissió de corrent a llarga distància (57 quilòmetres) entre Miesbach i Múnic durant l'Exposició Internacional Electrotècnica de Munich de 1882.
Malgrat que la prova de Barcelona funcionà correctament, no hi hagué demanda per aquest tipus de projecte.

## Dificultats econòmiques
Malgrat l'esforç inversor, la debilitat del mercat impedí que s'assoliren unes vendes suficients; addicionalment, els elevats aranzels encarien molt la importació de les matèries primeres necessàries. Tot això impedí que la companyia operés amb beneficis. Tomàs Dalmau volia posà en circulació les accions que l'empresa tenia en autocartera per finançar les inversions, però no va trobar comprador. El 23 de març de 1884 els accionistes de la societat van aprovar la dimissió del director i fundador, Tomàs Dalmau, així com l'adopció de mesures radicals d'estalvi, entre les que figuraven l'acomiadament de la meitat dels treballadors. Poc temps després Narcís Xifra abandonà la companyia i se n'anà a una empresa competidora. L'exercici comptable de 1884 es va tancar amb unes pèrdues d'un milió i mig de pessetes.
L'Exposició Universal de Barcelona de 1888 fou l'ocasió per què la Societat Espanyola d'Electricitat apliqués l'enllumenat elèctric, tant dins del recinte i edificis de la mateixa Exposició com en diversos carrers de la ciutat. Com a conseqüència va permetre que l'empresa accedís al mercat urbà pròpiament dit i va començar a créixer de forma regular el nombre d'abonats, les dificultats persistiren i la Societat Espanyola d'Electricitat presentà suspensió de pagaments a finals de 1888, assolint el conveni amb els creditors el 12 de gener del següent any. Com a mesura d'estalvi va concentrar tota la producció elèctrica a la central de les Hortes de Sant Beltran i el 1889 va vendre la seva participació en la xarxa telefònica barcelonina al banc Crèdit Espanyol.

### Un nou propietari
El 9 de maig de 1889 la junta d'accionistes aprovà que la societat londinenca Woodhouse & Rawson United Ltd. entrés com accionista a través de la venda de la majoria de les accions i una ampliació de capital. Com a resultat l'empresa augmentà la seva capacitat productiva per reforçar l'enllumenat públic. La planta de producció de les Hortes de Sant Beltran va quedar integrada per 8 màquines de vapor d'una potència total de 900 CV, que mitjançant cables i corretges, activaven fins a 45 dinamos, de tipus i grandàries diverses.
El nous propietaris van aportar tecnologia anglesa, introduint per primera vegada generadors de corrent altern, tecnologia que acabaria imposant-se al corrent continu. El 1892 es va afegir una línia de corrent altern dedicada a l'alimentació de les làmpades d'incandescència del Teatre del Liceu.
El client més important era l'Ajuntament de Barcelona; altres clients eren el Teatre del Liceu, el teatre Principal, el teatre Ribas, l'Ateneu Barcelonès i els Magatzems El Siglo entre d'altres, així com diversos cafès de la ciutat. El 1892 es va tomar a fer càrrec de la xarxa telefònica que tenia el Crèdit Espanyol i que havia passat ara a nom de particulars en suspendre pagaments el banc.

### Causes del fracàs
El 1894, les vendes acumulades en tretze any d'activitat de la Societat Espanyola d'Electricitat eren de dos milions de pessetes, xifra inferior al capital social inicial, fixat en tres milions. En aquests període l'empresa només havia aconseguit portar l'electricitat a 122 abonats particulars, majoritàriament raons socials, llocs de reunió o teatres. I s'havien instal·lat 217 arcs voltaics a un total de 33 clients. Les causes d'aquest resultats comercials tant baixos es poden explicar per un conjunt de factors:
- No tenir accés als contractes d'enllumenat públic, que era servit per Gas Municipal. La manca d'un gran client impedia construir instal·lacions generadores grans que permetessin economies d'escala.
- El mercat de particulars era molt sensible al preu, i aquest era superior respecte a l'enllumenat per gas. L'enllumenat per gas havia començat a Barcelona el 1841.
- Els recursos de l'empresa no eren els suficients per una carrera de fons com era implantar una tecnologia nova. Només s'havia desemborsat el 20% del capital, i una part important es va malaguanyar en projectes d'expansió inviables quant el mercat domèstic encara no s'havia consolidat.

### El tancament
La companyia ja no estava en condicions de tenir una activitat mercantil més enllà de mantenir els clients que ja tenia. Aquest fet fou vist com una oportunitat per part de la Societat d'Aigües de Barcelona i va començar a fer gestions per prendre-li el relleu. El 7 de desembre de 1894 es constituí a Barcelona la Companyia Barcelonina d'Electricitat, amb capital del consorci alemany Allgemeine Elektrizitäts Gesellschaf (AEG) i de Societé Lyonaise des Eaux et de l'Eclairege, soci de referència de Societat d'Aigües de Barcelona. El 14 de desembre de 1894 la Societat Espanyola d'Electricitat li va vendre els seus actius en terrenys, instal·lacions i contractes per dos milions de pessetes. També es comprometia a seguir proporcionant des de les seves instal·lacions electricitat als consumidors fins que la nova societat estigués en disposició per fer-ho el per ella mateixa. La data final de producció d'electricitat fou l'1 de gener de 1896.